# Крошицький Михайло Павлович
Крошицький Михайло Павлович (17 листопада, 1894, Севастополь — 4 квітня, 1972) — художник, музейний працівник, рятувальник творів мистецтва Севастопольського художнього музею імені Крошицького  в роки німецько-фашистської навали. Заслужений діяч мистецтв УРСР (1956). 

## Біографія
- Народився 17 листопада, 1894 в Севастополі.
- В бурхливі роки 1915–1918 був вільно приходящим студентом Академії мистецтв.
- У роки громадянської війни і після неї працював художником та викладачем.
- У 1927–1929 рр. науковий співробітник Севастопольської картинної галереї.
- У 1930-ті рр. — організатор і перший директор Воронезького обласного музею образотворчих мистецтв.
- Повернення в Севастополь, де працює директором картинної галереї з 1939 по 1958 рр.
- У 1941 р. організував евакуацію найкоштовніших творів мистецтва з Севастополя у Сибір в місто Томськ, чим врятував 1.200 творів від грабежів та знищення. Будівля ж галереї в Севастополі в роки війни 1941–1945 постраждала від пожежі. У 1956 р. домігся повернення евакуйованого майна в Севастополь.

Могила Михайла Крошицького

Помер 4 квітня, 1972 року. Похований в Севастополі на Братському кладовищі радянських воїнів в Дергачах.

## Пам'ять
З 1991 року (по смерті музейного працівника) Севастопольський художній музей отримав офіційно додачу до назви — імені М. П. Крошицького.